# 普萊森特格羅夫 (馬里蘭州)
普萊森特格羅夫（英語：Pleasant Grove）是位於美國馬里蘭州亞利加尼縣的一個普查規定居民點。

## 人口
根據2020年美國人口普查的數據，普萊森特格羅夫的面積為4.13平方千米，當中陸地面積為4.13平方千米，而水域面積為0.00平方千米。當地共有人口330人，而人口密度為每平方千米79.9人。